# Carex blinii
Espèce
Classification phylogénétique
Carex blinii est une espèce de plantes du genre Carex et de la famille des Cyperaceae.